# (36886) 2000 SV161
2000 SV161 (asteroide 36886) é um asteroide da cintura principal. Possui uma excentricidade de 0.06623860 e uma inclinação de 11.74475º.
Este asteroide foi descoberto no dia 20 de setembro de 2000 por NEAT em Haleakala.